# Stay-ups

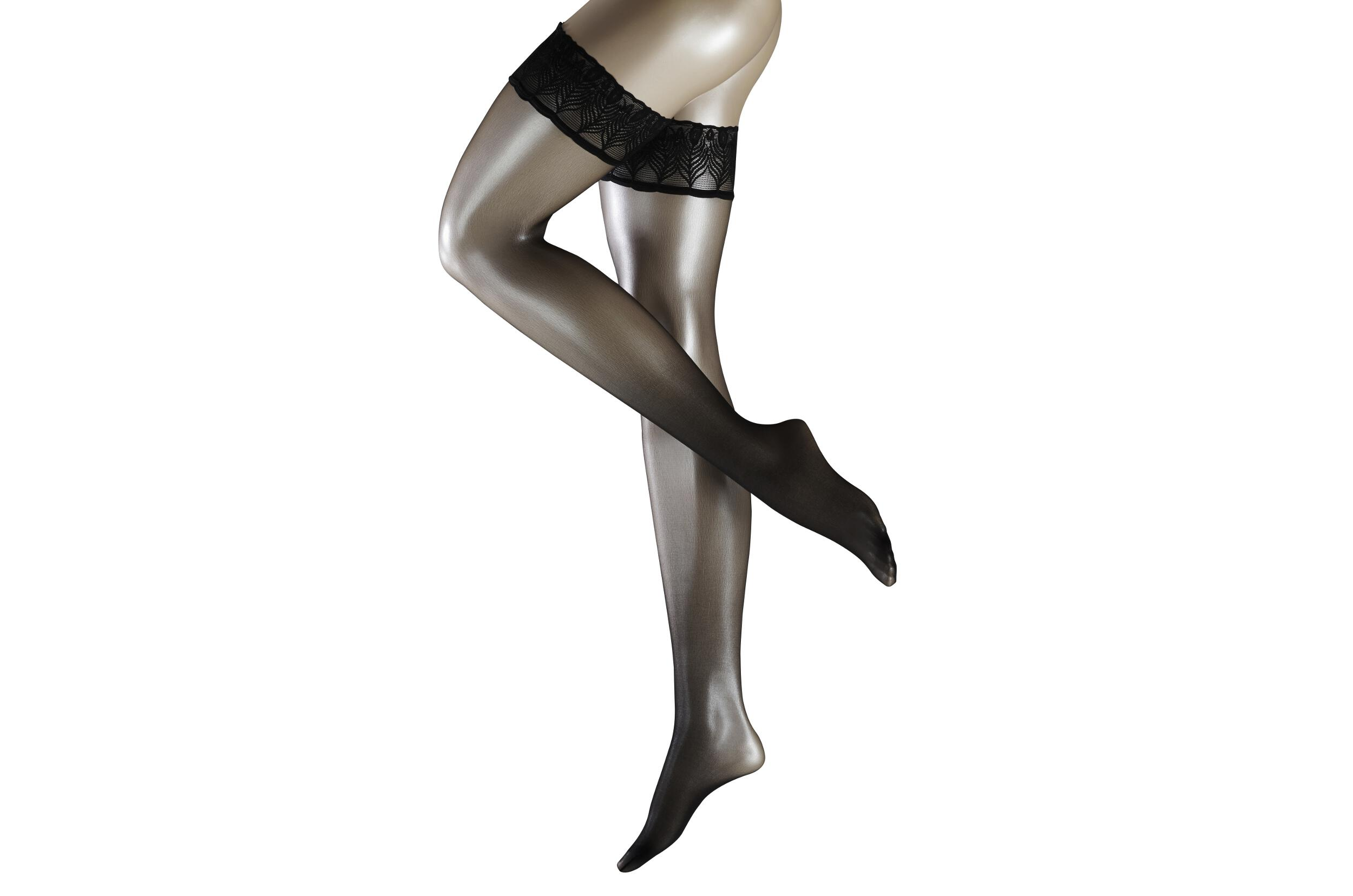
Stay-ups.

Stay-ups (engelska stay up, "stanna uppe") är damstrumpor som "stannar kvar" på låret, genom en gummerad film, ofta av silikon, på insidan av kanten. Stay-ups lanserades för första gången 1954. Man kan säga att de kombinerar längden hos den traditionella damstrumpan med den större enkelhet som strumpbyxornas resår medför.